# Иванов, Василий Степанович
Василий Степанович Иванов (1918—1944) — майор Рабоче-крестьянской Красной Армии, участник Великой Отечественной войны, Герой Советского Союза (1945).

## Биография
Василий Иванов родился 19 августа 1918 года в деревне Шаховка (ныне — Рогнединский район Брянской области). После окончания семи классов школы работал плотником на одном из новосибирских заводов. В 1939 году Иванов был призван на службу в Рабоче-крестьянскую Красную Армию. В 1941 году он окончил курсы младших лейтенантов. С февраля 1942 года — на фронтах Великой Отечественной войны. К сентябрю 1944 года майор Василий Иванов командовал батальоном 16-го стрелкового полка 102-й стрелковой дивизии 48-й армии 1-го Белорусского фронта. Отличился во время освобождения Польши.
7 сентября 1944 года батальон Иванова переправился через реку Нарев в районе города Ружан и принял активное участие в боях на её западном берегу, захватив немецкие траншеи и отбив одиннадцать вражеских контратак. 9 сентября 1944 года Иванов погиб в бою. Похоронен в селе Вулька-Куниньска в 10 километрах к юго-востоку от Ружана.
Указом Президиума Верховного Совета СССР от 24 марта 1945 года майор Василий Иванов посмертно был удостоен высокого звания Героя Советского Союза. Также был награждён орденами Ленина и Красной Звезды.